# Le Flibustier des Caraïbes
Pour plus de détails, voir Fiche technique et Distribution.
Le Flibustier des Caraïbes (L'avventuriero della Tortuga) est un film d'aventure italien sorti en 1965, réalisé par Luigi Capuano.

## Synopsis
Les pirates ont besoin de beaucoup d’argent pour faire flotter à nouveau leur drapeau sur Tortuga. Le capitaine Pedro Valverde a trouvé un moyen sûr de s'enrichir : il trouve une fiancée de position sociale assurée dans la société et organise son mariage. Au moment de la célébration, son équipage fait irruption et déleste tous les invités au mariage de leurs bijoux coûteux et des cadeaux du mariage. Dans la région, une dame semble correspondre à son projet : la princesse Soledad Quintero, née d'un noble espagnol et d'une noble indienne. Pedro Valverde apprend que Soledad est l'héritière d'innombrables trésors dont justement le gouverneur Alfonso de Montélimar veut prendre possession. Le capitaine pirate et son équipage suivent le gouverneur et la princesse jusqu'à Darien, où Soledad doit rencontrer les Indiens.

## Fiche technique
- Titre français : Le Flibustier des Caraïbes[1]
- Titre original italien : L'avventuriero della Tortuga
- Réalisation : Luigi Capuano
- Scénario : Fernando Cerchio, Arpad De Riso, Ottavio Poggi, adapté du roman d'Emilio Salgari
- Genre : film d'aventure
- Musique : Carlo Rustichelli
- Production : Nino Battiferri pour Liber Film
- Photographie : Guglielmo Mancori
- Montage : Antonietta Zita
- Durée : 90 minutes
- Décors : Giorgio Giovannini
- Costumes : Giancarlo Bartolini Salimbeni
- Maquillage : Anacleto Giustini
- Pays de production :  Italie
- Dates de sortie :
  - Italie : 1965
  - France : 16 novembre 1966[1]

## Distribution
- Guy Madison : Alfonso di Montélimar
- Ingeborg Schöner : Soledad Quintero
- Rik Battaglia : Pedro Valverde
- Nadia Gray : Rosita
- Andrea Aureli : Barrejo
- Aldo Bufi Landi : Piffer
- Mino Doro : Tasarios
- Linda Sini : Paquita
- Giulio Marchetti : le père de l'épouse
- Giulio Battiferri : Penna
- Aldo Cristiani : Mendoza
- Bruno Arié : un flibustier
- Riccardo Pizzuti : un flibustier
- Alfredo Danesi
- Romano Giomini